# Csoma család (keresztúri)
A keresztúri Csoma család egyike az Udvarhelyszékben kiterjedt Csoma családoknak. 1676. június 6-án nyert címeres nemeslevelet. Valószínűleg rokoni kapcsolatban áll az abásfalvi és az agyagfalvi Csoma családokkal.

## A család eredete
A család 1676. június 6-án nyert címeres nemesi oklevelet. 
1750-ben Csoma Györgyöt említik a források.
1793-ban Csoma Zsigmond és Csoma Márton szerepel az összeírásokban.
1806-ban Csoma Márton, Csoma János és Csoma András íratnak össze.

## A család bágyi ága
1702-ben Csoma György és Csoma János bágyi lófők.
1744-ben ifjabb Csoma Ferenc szerepel.
1793-ban ifjabb Csoma Mártont említik.
1806-ban Csoma Márton és Csoma Zsigmond szerepelnek az összeírásokban.

## A család jánosfalvi ága
1702-ben Jánosfalván Csoma Ferenc és Csoma Márton lófők.
1750-ben Csoma Gergelyt találjuk.
1793-ban Csoma Zsigmond, Csoma János és Csoma Ferenc szerepelnek az összeírásokban.
1806-ban szintén Csoma Zsigmond, Csoma János és Csoma Ferenc említtetnek.